# Trick-Trick

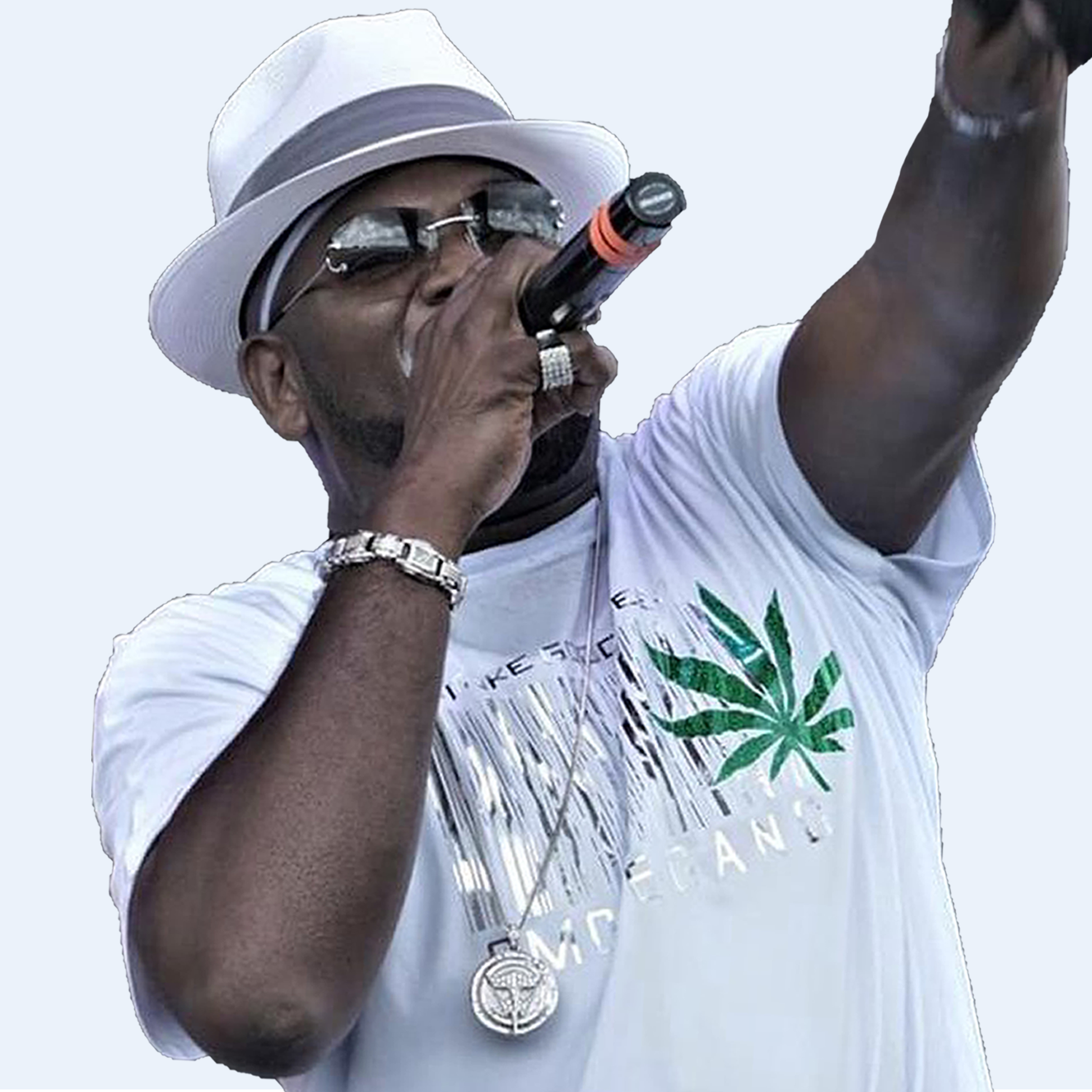
Trick-Trick (2018)

Trick-Trick (* 28. Juni 1973 in Detroit; eigentlich Christian Mathis) ist ein US-amerikanischer Rapper und Mitglied der Hip-Hop-Gruppe Goon Sqwad.

## Werdegang
Sein musikalisches Interesse wurde bereits früh durch seine Mutter geweckt, die Backgroundsängerin der Jazzlegende Alberta Adams war. Mathis wurde von Genres wie Gospel, Soul und Funk geprägt. Beeinflussende Künstler waren Phil Collins und George Clinton, sowie später Hip-Hop-Bands wie Public Enemy, N.W.A und Run DMC. Seinen Spitznamen Trick erhielt er bereits während seiner Jugend.
Die Karriere als Rapper begann 1992, als er von dem Plattenlabel Click Boom Records unter Vertrag genommen wurde. Unterbrochen wurde sie durch eine Haftstrafe. Nach einer Mordanklage wurde Mathis zunächst zu einer Gefängnisstrafe verurteilt, später jedoch nach dem Beweis seiner Unschuld freigelassen.
Nach seiner Entlassung nahm er 1995 als Mitglied der Band The Goon Squad den Titel Booty Bounce auf, der sich bei den lokalen Radiostationen seiner Heimatstadt Detroit zu einem Hit entwickelte. Weitere lokale Radiohits folgten und Trick-Trick etablierte sich als einer der angesehensten Rapper im Underground von Detroit.
Nach einem weiteren Gefängnisaufenthalt 2003/04 begann Trick-Trick ausgestattet mit einem Vertrag bei Motown an der Arbeit für sein Debütalbum. Für die Produktion von The People Vs. wurde er von befreundeten Rappern wie Eminem, Jazze Pha, Obie Trice, Miz Karona, Kon Artis, Proof und Diezel unterstützt. Ende Dezember 2005 kam das Album in den USA auf den Markt und erreichte auf Anhieb die Billboard-Charts. Die erste ausgekoppelte Single Welcome 2 Detroit stieg im März 2006 in die deutsche Hitparade ein.

## Kritik
Trick-Trick erhielt Kritik von Seiten von Homosexuellenorganisationen, da sein Album The Villain Aufrufe zur Gewalt bis zum Mord von Homosexuellen enthält. Er ruft zum Beispiel dazu auf, die offen lesbischen US-Moderatorinnen Ellen DeGeneres und Rosie O’Donnell in die Luft zu sprengen. Die schweizerische Organisation Pink Cross unterband erfolgreich den Verkauf des Albums in den größten Plattenläden in der Schweiz.

## Diskografie

### Alben
- 2006: The People vs.
- 2008: The Villain

### Singles
- 2003: It’s Goin’ Down
- 2005: Welcome 2 Detroit (feat. Eminem)
- 2008: Let’s Work
- 2008: Let It Fly
- 2008: Who Want It (feat. Eminem)
- 2011: I Made It (feat. D12)
- 2013: Smoke Weed Everyday
- 2014: Twerk Dat Pop That! (feat. Eminem und Royce da 5′9″)
- 2014: Detroit vs. Everybody (feat. Eminem, Royce da 5′9″, Big Sean, Danny Brown und Dej Loaf)